# Florian Eichner
Florian Eichner (Quedlinburg, RDA, 16 de diciembre de 1985) es un deportista alemán que compitió en remo.
Ganó tres medallas en el Campeonato Mundial de Remo entre los años 2006 y 2009, y una medalla de oro en el Campeonato Europeo de Remo de 2010.
Participó en los Juegos Olímpicos de Pekín 2008, ocupando el octavo lugar en la prueba de ocho con timonel.

## Palmarés internacional
| Campeonato Mundial | Campeonato Mundial          | Campeonato Mundial | Campeonato Mundial |
| Año                | Lugar                       | Medalla            | Prueba             |
| ------------------ | --------------------------- | ------------------ | ------------------ |
| 2006               | Eton (Reino Unido)          | Medalla de oro     | Cuatro con timonel |
| 2007               | Múnich (Alemania)           | Medalla de plata   | Ocho con timonel   |
| 2009               | Poznań (Polonia)            | Medalla de bronce  | Dos con timonel    |
| Campeonato Europeo |                             |                    |                    |
| Año                | Lugar                       | Medalla            | Prueba             |
| 2010               | Montemor-o-Velho (Portugal) | Medalla de oro     | Cuatro sin timonel |